# Yero Beri Kunda
Yero Beri Kunda (Schreibvarianten: Youo Beri Kunda und Yoro Beri Kunda; Namensvarianten: Yero Beri Kunda Agricultural Station, Yero Beri Kunda Fula und Yero Beri Kunda Mandinka) ist eine Ortschaft im westafrikanischen Staat Gambia.
Nach einer Berechnung für das Jahr 2013 leben dort etwa 1078 Einwohner, das Ergebnis der letzten veröffentlichten Volkszählung von 1993 betrug 909.

## Geographie
Yero Beri Kunda liegt am südlichen Ufer des Gambia-Flusses in der Central River Region, Distrikt Fulladu West. Der Ort liegt unmittelbar an der South Bank Road, Gambias wichtigster Fernstraße. Auf dieser Straße ist Yero Beri Kunda zwischen Fula Bantang und Bansang rund 8,5 Kilometer östlich von Fula Bantang entfernt. In 2,2 Kilometer Entfernung liegt Sankulay Kunda, an einer Straße, die nach Norden zu Janjanbureh abzweigt.